# Vasile Bumacov
Vasile Bumacov (n. 1 ianuarie 1957) este un politician din Republica Moldova care a îndeplinit funcția de Ministru al Agriculturii și Industriei din Republicii Moldova din 14 ianuarie 2011 până la 18 februarie 2015, după ce l-a înlocuit pe Valeriu Cosarciuc (2009 - 2011). A fost succedat în funcție de Ion Sula.

## Biografie
Vasile Bumacov a fost numit de președintele Nicolae Timofti la 3 februarie 2016 în funcția de ambasador extraordinar și plenipotențiar al Republicii Moldova în Japonia , și-a prezentat scrisorile de acreditare împăratului Japoniei la 18 aprilie 2016 și și-a încheiat misiunea la 11 august 2020, când a fost rechemat de președintele Igor Dodon.